# Yuki Nakashima
Yuki Nakashima (中島 裕希 Nakashima Yuki?), född 16 juni 1984 i Toyama prefektur, är en japansk fotbollsspelare.
Nakashima började sin karriär 2003 i Kashima Antlers. 2006 flyttade han till Vegalta Sendai. Han spelade 181 ligamatcher för klubben. Efter Vegalta Sendai spelade han för Montedio Yamagata och FC Machida Zelvia.